# Techirghiol
Techirghiol es una ciudad con estatus de oraș de Rumania en el distrito de Constanța.

## Geografía
Se encuentra a una altitud de 4 m sobre el nivel del mar y una distancia de 235 km de la capital, Bucarest.

## Demografía
Según estimación 2012 contaba con una población de 6932 habitantes.
| 1948  | 1956  | 1966  | 1977  | 1992  | 2002  | 2012  |
| 2 136 | 2 705 | 4 643 | 9 706 | 6 872 | 7 109 | 6 932 |